# Froidthier
Froidthier (en allemand Fröter) est un village de Belgique, situé dans la commune de Thimister-Clermont en province de Liège (Région wallonne). 
Avant la fusion des communes de 1977, Froidthier faisait partie de la commune de Clermont. 

## Situation
Froidthier se situe sur le plateau herbager du Pays de Herve entre Aubel, La Minerie, Thimister et Clermont. Plusieurs hameaux entourent la localité : Corbillon, Winandchamps, Les Trixhes, Bruyères et Chaumont.

## Patrimoine
La Chapelle des Anges appelée en wallon Tchapèle è Trô (chapelle dans le Trou) a été bâtie en 1691 puis restaurée et agrandie en 1804.
L'église construite en 1845 en brique et pierre de taille comprend en façade une niche occupée par  la statue de Saint Gilles accompagné de sa biche.

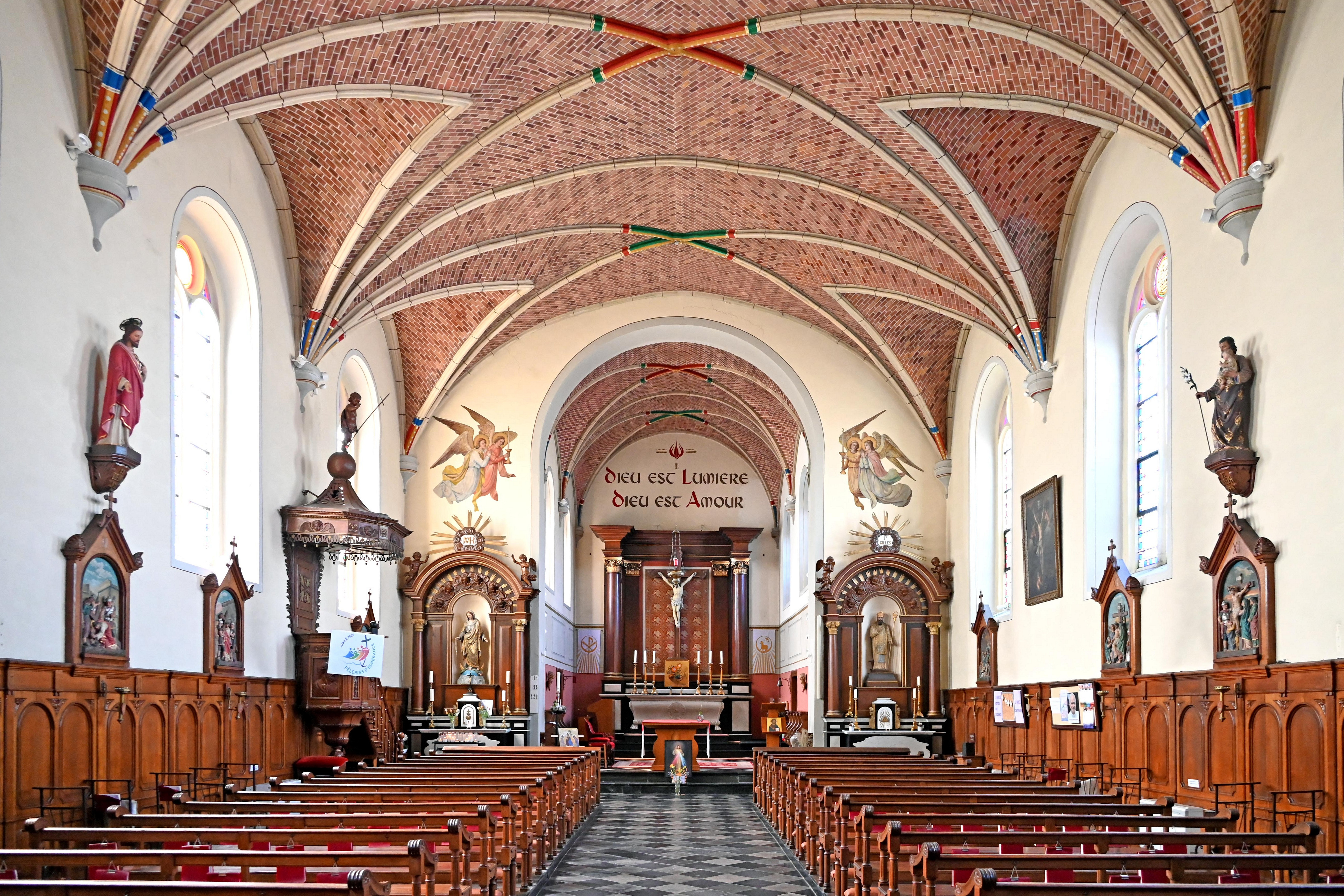
Intérieur, vue sur l'autel
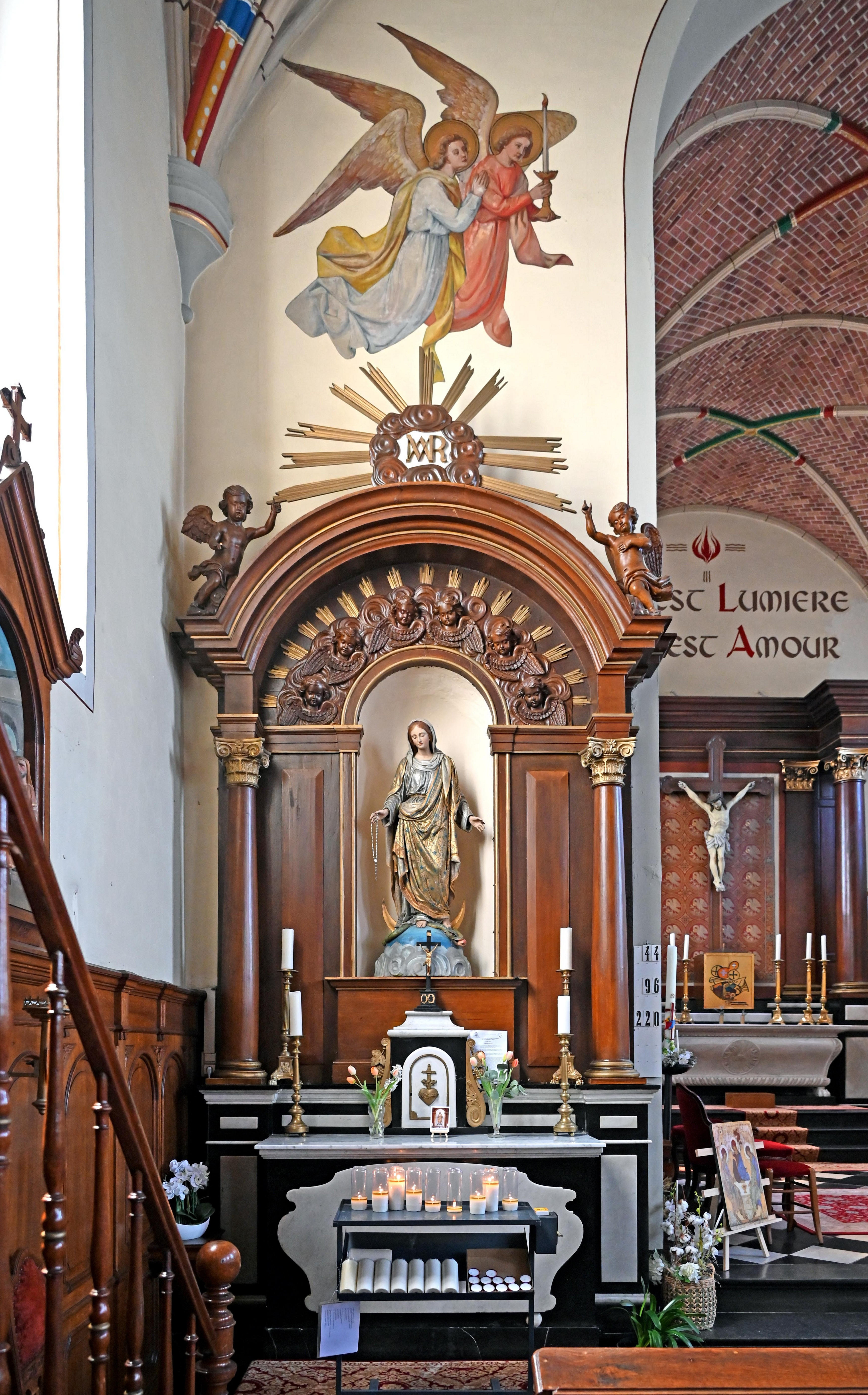
L’autel de la vierge
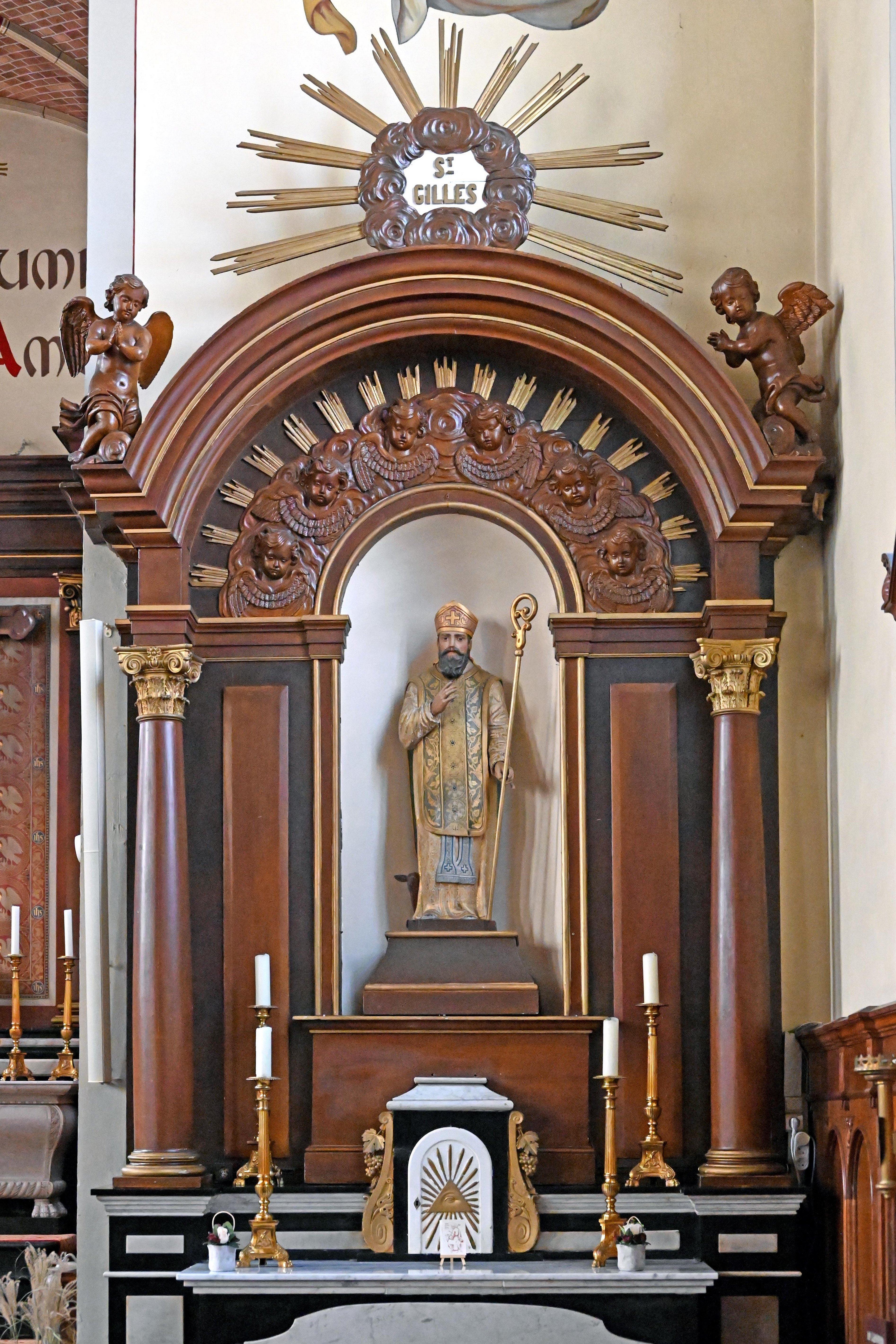
L’autel de Saint Gilles
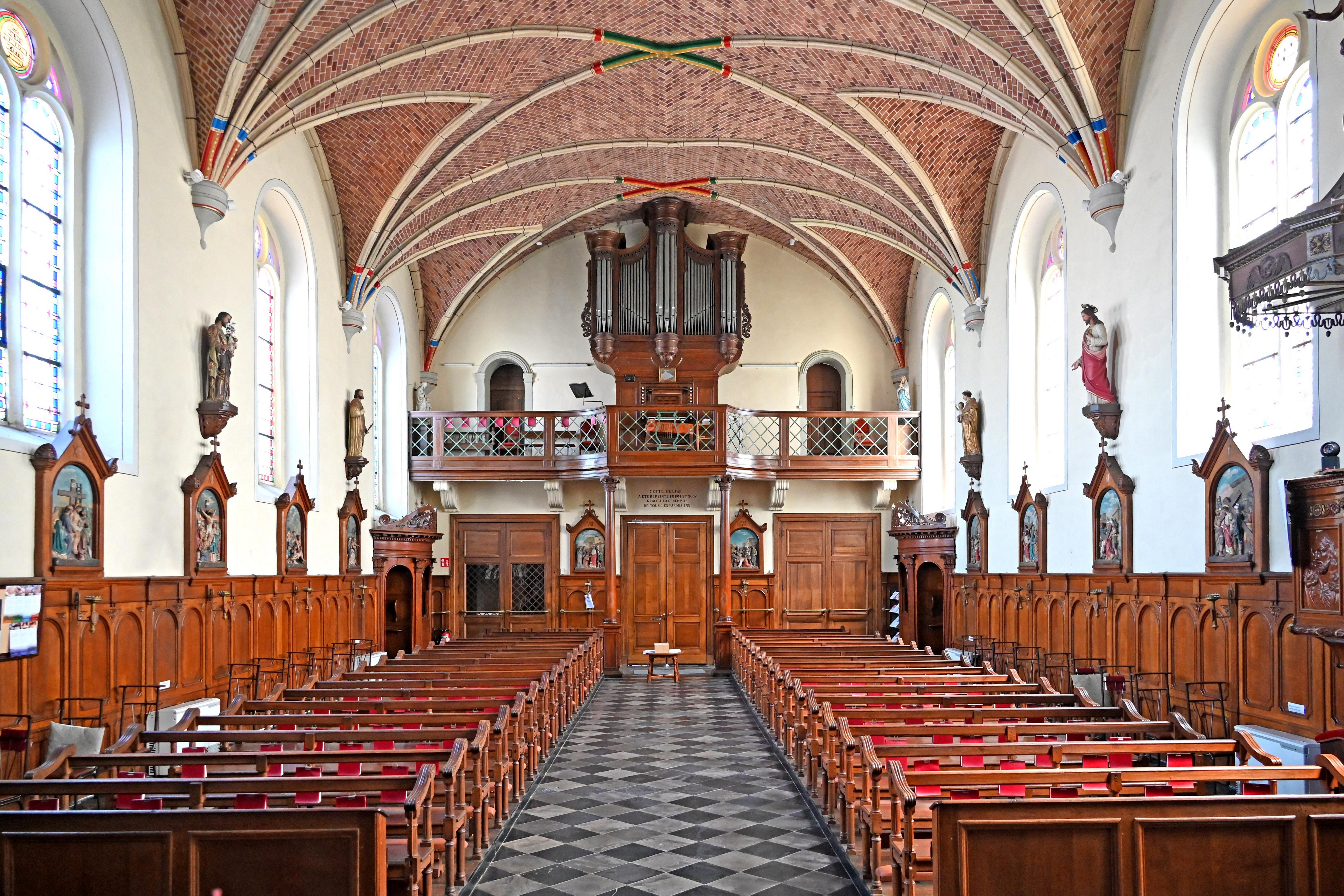
L’orgue

À côté de l'église, se trouve le château de Froidthier, une construction en brique avec une tourelle d'angle ronde. Il a été aménagé pour abriter des gîtes.

## Activités et loisirs
Le village possède une école communale.
La ligne de chemin de fer 38 Chênée-Plombières traversait le village. Cette voie fait désormais partie du réseau RAVeL (RAVeL 5) utilisé par les cyclistes, les marcheurs et les cavaliers.
Depuis l'automne 1963, un groupe de jeunes du village appelé à la base Jeunesse Saint-Gilles, renommé plus tard Jeunesse de Froidthier, propose des activités toute l'année permettant de divertir petits et grands.
Cette même association prit l'initiative en 1970 de construire une salle servant à l'organisation de ses activités et à l'ensemble de la vie culturelle du village. Celle-ci fut inaugurée en 1971.